# Asterogyne guianensis
Espèce
Asterogyne guianensis est une espèce de plantes à fleurs de la famille des Arecaceae (les palmiers). Elle n'a été observée qu'en des points plutôt isolés en Guyane.
Comme toutes les autres espèces du genre Asterogyne, c'est un palmier petit et élégant aux feuilles entières et bifides.
Endémique de la Guyane et rare, l'espèce est protégée et toute collecte est donc interdite.

## Description
C’est un petit palmier monocaule de sous-bois. Stipe de 1 à 2 m de haut et de 3,5 à 4 cm de diamètre, C’est entre-nœuds très courts de 0,5 à 2 cm, avec, jusqu’à 1 m de haut un cône de racines adventives aériennes grêles et ramifiées. Couronne de 15 à 20 feuilles. Feuilles de 1,4 à 2 m de long, étalées et arquées. Pétiole de 40 à 60 cm. Limbe entier, bifide, de 30 à 40 cm de large et 1 à 1,2 m de long.
Inflorescences interfoliaire, non ramifiées, en épis massifs de 25 à 30 cm de long, dressées à l'oblique, puis pendantes à la fructification, sur un pédoncule de 50 cm. Prophylle de 20 cm et spathe de 40 cm, toutes deux tubulaires, membraneuses, persistantes. Fruits ellipsoïdaux, charnus, rouge grenat, de 1,5 cm de diamètre et 2,5 cm de long.
Les espèces du genres Asterogyne sont toutes inféodées aux forêts humides, entre 200 et 400 m, d’altitude, parfois moins.

## Distribution
Cette espèce est endémique de la moitié orientale de Guyane française, vallée de l’Oyapock , de l’Approuague et du Sinnamary . Elle est rare et très localisée.
Son habitat se situe dans les forêts marécageuses ,.

### Taxonomie
Il a été décrit pour la première fois en 1988 par Jean-Jacques de Granville et Andrew Henderson dans la revue Brittonia 40: 76.

#### Étymologie
Asterogyne : du grec astron (étoile) et gyne (femelle), en référence aux fleurs femelles en forme d’étoiles.
Guianensis : de Guyane .

#### Confusion possible
- avec Geonoma oldemanii, cespiteux avec des feuilles à pétiole bien plus court (10 a 18 cm) et à limbe plus étroit (15 à 20 cm);
- avec Geonoma umbraculiformis aux feuilles rarement entières, à limbe plus étroit (20 cm) et poussant sur sol non inondable, en forêt submontagnarde [2].